# 톰 리지
토마스 조셉 리지(Thomas Joseph Ridge, 1945년 8월 26일 ~ )는 미국의 정치인이다.

## 학력
- 하버드 대학교 인문사회 학사
- 펜실베이니아 주립대학교 딕킨슨 로스쿨 법무박사

## 경력
- 1983.01 ~ 1995.01 제98·99·100·101·102·103대 미국 펜실베이니아주 제21선거구 연방하원의원
- 1995.01 ~ 2001.10 제43대 펜실베이니아 주지사
- 2001.10 ~ 2003.01 제1대 미국 국토안보보좌관
- 2003.01 ~ 2005.02 제1대 미국 국토안보부 장관

## 역대 선거 결과
| 선거명      | 직책명                             | 대수  | 정당   | 득표율  | 득표수      | 결과 | 당락                         |
| ----------- | ---------------------------------- | ----- | ------ | ------- | ----------- | ---- | ---------------------------- |
| 1982년 선거 | 하원의원 (펜실베이니아 제21선거구) | 98대  | 공화당 | 50.23%  | 80,180표    | 1위  | 펜실베이니아주 하원의원 당선 |
| 1984년 선거 | 하원의원 (펜실베이니아 제21선거구) | 99대  | 공화당 | 65.45%  | 125,730표   | 1위  | 펜실베이니아주 하원의원 당선 |
| 1986년 선거 | 하원의원 (펜실베이니아 제21선거구) | 100대 | 공화당 | 80.85%  | 111,148표   | 1위  | 펜실베이니아주 하원의원 당선 |
| 1988년 선거 | 하원의원 (펜실베이니아 제21선거구) | 101대 | 공화당 | 78.74%  | 141,832표   | 1위  | 펜실베이니아주 하원의원 당선 |
| 1990년 선거 | 하원의원 (펜실베이니아 제21선거구) | 102대 | 공화당 | 100.00% | 92,732표    | 1위  | 펜실베이니아주 하원의원 당선 |
| 1992년 선거 | 하원의원 (펜실베이니아 제21선거구) | 103대 | 공화당 | 68.04%  | 150,729표   | 1위  | 펜실베이니아주 하원의원 당선 |
| 1994년 선거 | 펜실베이니아 주지사                | 43대  | 공화당 | 45.40%  | 1,627,976표 | 1위  | 펜실베이니아 주지사 당선     |
| 1998년 선거 | 펜실베이니아 주지사                | 43대  | 공화당 | 57.42%  | 1,736,844표 | 1위  | 펜실베이니아 주지사 당선     |